# Techniki licytacyjne na aukcjach dzieł sztuki
Techniki licytacyjne – techniki licytacyjne są to sposoby prowadzenia aukcji, którymi posługuje się aukcjoner. Aukcjoner to osoba, która prowadzi aukcje i musi przestrzegać ustalonego regulaminu sprzedaży. Tym, co łączy różne metody prowadzenia aukcji, jest zakup wystawionego na sprzedaż obiektu przez osobę, która zaproponuje najwyższą cenę zakupu. Należy mieć na uwadze, iż wylicytowana najwyższa oferta nie w każdym przypadku jest tożsama z finalną ceną zakupu obiektu. Cena, za którą obiekt zostanie sprzedany, jest determinowana albo przez wspomnianą najwyższą ofertę lub drugą po niej.

## Typy technik aukcyjnych kupującego
- technika nagłego uderzenia – polega na nagłym zaproponowaniu bardzo wysokiej ceny przez kupującego, której nie spodziewają się inni uczestnicy aukcji. Tego typu sytuacja najczęściej ma miejsce, kiedy wycena obiektu przez dom aukcyjny jest błędna, tzn. stosunkowo niska za wysokiej klasy dzieło.
- technika desperado – polega na nieustannym akcesie podczas licytacji, ponieważ numerek kupującego jest cały czas podniesiony do góry.
- technika nękania – polega na długotrwałym przeciąganiu decyzji kupującego w celu zmniejszenia zainteresowania danym obiektem przez innych kupujących i dopowiadaniu wyższej ceny.
- technika wyczekiwania – najczęściej stosowana na aukcjach tzw. w dół. Polega na oczekiwaniu, aż wartość obiektu spadnie do kwoty, na którą czeka kupujący.

## Systemy aukcyjne stosowane przez prowadzącego aukcje

### Aukcja angielska
Aukcja angielska jest to aukcja polegająca na sukcesywnym podnoszeniu ceny licytowanego obiektu. Do tzw. ceny wywoławczej, czyli tej, która rozpoczyna licytację obiektu, ustalana jest wielkość postąpienia, która obowiązuje aż do momentu ustalenia ceny spod młotka. Postąpienie to procentowo albo liczbowo wyrażona różnica między wysokością kolejno po sobie następujący ofert cenowych. W ten sposób licytowany obiekt trafia do tego uczestnika aukcji, który składa najwyższą ofertę cenową to znaczy taką, na którą brak odpowiedzi ze trony innych kupujących. Oferty docierają do prowadzącego licytacje aukcjonera z różnych źródeł, np. bezpośrednio z sali aukcyjnej od osoby zainteresowanej nabyciem obiektu, przez internet lub telefon lub pośrednika osoby zainteresowanej kupnem, która aktualnie nie może fizycznie brać udziału w aukcji. Zaletą aukcji angielskiej jest możliwość stopniowego uzyskiwania informacji przez jej uczestników. Po pierwsze każdy z potencjalnych kupujących może kontrolować aktualnie licytowaną cenę. Po drugie wysokość ceny, przy których wycofują się kupujący, odzwierciedlają ich ewaluacje obiektu, czyli maksymalnej ceny, jaką są w stanie zapłacić za obiekt. Takiej możliwości nie daje żadna inna technika aukcyjna. W tym systemie osoba aukcjonera jest niezwykle ważna, ponieważ to on wpływa na zachowanie kupujących, jak i ostateczną cenę. Można zaobserwować wyraźnie widoczną konkurencję, co doprowadza do tego, że dzieło jest zakupione po zawyżonej cenie.

### Aukcja holenderska
Aukcja holenderska polega na stopniowym obniżaniu ceny wystawionego na aukcje przedmiotu. Cena wywoławcza ustalana jest na stosunkowo wysokim poziomie, przy którym brak jest chętnych na zakup przedmiotu. Następnie cenę obniża się o wielkość przyjętego z góry postąpienia aż do momentu zgłoszenia nabycia obiektu przez któregoś z uczestników. Podczas aukcji potencjalnym kupującym towarzyszy niepewność wybrania momentu zaakceptowania ceny, lecz jednocześnie zwiększa się zysk w postaci wydania mniejszej kwoty pieniędzy. Warto zwrócić uwagę na to, że nabywcą tego typu aukcji może być pierwsza osoba dająca jakąś kwotę. W tej aukcji istotna role odgrywa osoba wystawiającą obiekt na aukcji, ponieważ to od niej zależy, czy zgadza się na finalnie wylicytowaną cenę zakupu. Jeśli jej zdaniem jest ona za niska, obiekt nie zostaje sprzedany.

### Aukcja pierwszej ceny
Aukcja pierwszej ceny w odróżnieniu od aukcji poprzednich nie jest aukcją otwartą. Oferty cenowe nie są podawane do wiadomości publicznej. W ściśle określonym terminie kupujący zobowiązani są do złożenia u właściciela galerii przewidywanych cen. W momencie w którym brak informacji o kwotach ofert konkurencyjnych, każdy uczestnik ma możliwość zaproponowana jednej określony ceny za dany obiekt. W ten sposób dochodzi do eliminacji kontroli stawek i odbiera się uczestnikom możliwość przebijania ofert. Zebrane w ten sposób oferty są układane wg wielkości zaproponowanych cen, a najwyższa z nich rozpoczyna licytacje. Finalnie licytowany obiekt nabywa osoba, która zaproponowała najwyższą cenę przedmiotu. Z jednej strony reguły obowiązujące na tego typu aukcji są korzystne dla kupującego z racji na możliwość kontroli ceny, co umożliwia mu samodzielne zwiększenie swojej szansy na wygraną. Z drugiej strony powyższe możliwości wpływające na samozadowolenie kupującego świadomego „gry”, jaką prowadzi, mogą przyczynić się do przecenienia obiektu i związanej z tym dużej straty finansowej. W przypadku sprzedaży wielu dóbr tego samego gatunku, np. złota, prowadzona za pośrednictwem kopert aukcja pierwszej ceny nosi nazwę „aukcji dyskryminującej”. Nabywcy płacą różne ceny z identyczne przedmioty. Oferty segregowane są wg wysokości proponowanych w kopertach cen a obiekty trafiają do rąk tych, którzy zaoferowali najwyższą cenę. Istotnym staje się fakt, że każdy z kupujących płaci podaną przez siebie cenę, co sprawia, że w największym stopniu dyskryminowany jest ten licytujący, który najwyżej wycenił obiekt.

### Aukcja drugiej ceny
Aukcja drugiej ceny (System Vickreya) polega na postrzeganiu i interpretowaniu zjawiska aukcji samego w sobie jako gry w trakcie której uczestniczy działając ze sferze dezinformacji kierują się tym, co robią ich konkurenci. Obiekt nabywa osoba, która zaproponowała najwyższa cenę, lecz cena ta nie jest ceną zawartej transakcji. Kupujący płaci tylko tyle, ile zaoferował jego najbliższy cenowo konkurent. Zaprezentowany sposób licytacji według jego twórcy ujawnia to, jaką cenę rzeczywiście chcą zapłacić kupcy. Oferując mniej ryzykują, że ktoś kupi przedmiot po niższej cenie niż chciał inny najbliższy cenowo uczestnik aukcji. Natomiast proponując więcej, narażają się na kupno obiektu po zbyt wysokiej cenie. W tej sytuacji najkorzystniejszym dla licytujących staje się złożenie prawdziwej oferty cenowej, czyli takiej jaką rzeczywiście nabywca jest w stanie zapłacić. Głównym celem tej techniki jest ujawnienie informacji dotyczącej prawdziwych intencji kupujących, czyli ujawnienie informacji o waluacji konkurentów.